# Nana de Cassiopea
La galàxia Nana de Cassiopea (també coneguda com a Andròmeda VII) és una galàxia nana esferoidal aproximadament a 2,58 Mal de distància a la constel·lació de Cassiopea. La nana Cassiopea és part del Grup local i una galàxia satèl·lit de la Galàxia d'Andròmeda (M31).
La nana Cassiopea va ser trobada en 1998, juntament amb la Nana de Pegàs, per un equip d'astrònoms (Karachentsev i Karachentseva) a Rússia i Ucraïna. La Nana de Cassiopea i la Nana de Pegàs estan més lluny de M31 que les seves altres galàxies companyes conegudes, però així i tot semblen estar unides gravitacionalment. Cap de les galàxies conté cap estel jove i massiu ni mostra rastres de formació estel·lar recent. En canvi, tots dos semblen dominats per estels molt antics, amb edats de fins a 10 mil milions d'anys.